# Internationale Hogeschool voor Logistiek en Transport

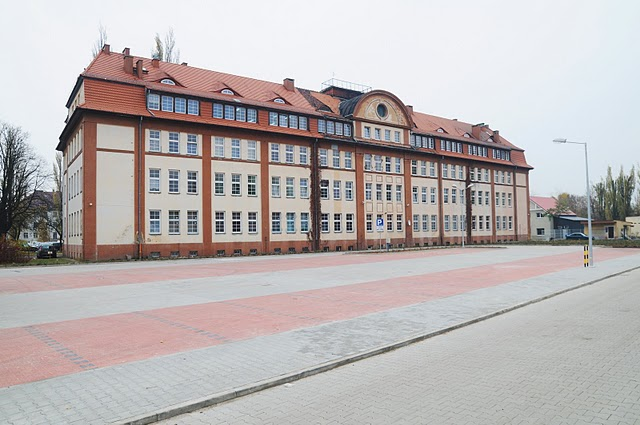
Internationale Hogeschool voor Logistiek en Transport te Wrocław

De Internationale Hogeschool voor Logistiek en Transport (Pools: Międzynarodowa Wyższa Szkoła Logistyki i Transportu we Wrocławiu) is een hoger-onderwijsinstelling in de Poolse stad Wrocław. De school heeft ongeveer 1200 studenten.
Na oprichting in 2001 was het de enige Poolse hogeschool die niet door de staat werd opgericht, maar in samenwerking met de École supérieure internationale de commerce in Metz, de Universiteit voor Economie en de technische hogeschool in Wrocław en de gemeente.
De hogeschool onderwijst de technische en economische aspecten van transport en logistiek, inclusief duurzame ontwikkeling. Afgestudeerden krijgen twee diploma's, één in het Pools en één in het Frans.

## Internationale samenwerking
De hogeschool heeft een partnerschap met wetenschappelijke instituten in Tsjechië, Frankrijk, Slowakije, Bulgarije en Oekraïne.
Zij is ook aangesloten bij het Erasmus-programma van de Europese Unie.